# Rudo
Rudo je grad i središte istoimene  općine na krajnjem istoku Bosne i Hercegovine, u blizini granice sa Sandžakom (Srbija). Poznato je povijesno mjesto iz NOB, gdje je 22. prosinca 1941. osnovana Prva proleterska brigada NOP-a.

## Stanovništvo
Po posljednjem službenom popisu stanovništva iz 1991. godine, općina Rudo imala je 11.571 stanovnika, raspoređenih u 89 naselja.
| Stanovništvo općine Rudo |                |                |                 |
| godina popisa            | 1991.          | 1981.          | 1971.           |
| Srbi                     | 8.150 (70,43%) | 8.699 (63,95%) | 10.155 (63,54%) |
| Muslimani                | 3.130 (27,05%) | 4.382 (32,21%) | 5.532 (34,61%)  |
| Hrvati                   | 5 (0,04%)      | 24 (0,17%)     | 18 (0,11%)      |
| Jugoslaveni              | 106 (0,91%)    | 296 (2,17%)    | 80 (0,50)       |
| ostali i nepoznato       | 180 (1,55%)    | 200 (1,47%)    | 197 (1,23%)     |
| ukupno                   | 11.571         | 13.601         | 15.982          |

#### Rudo (naseljeno mjesto), nacionalni sastav
| Rudo               |                |              |              |
| godina popisa      | 1991.          | 1981.        | 1971.        |
| Srbi               | 1.203 (57,92%) | 987 (56,07%) | 677 (53,81%) |
| Muslimani          | 731 (35,19%)   | 554 (31,47%) | 488 (38,79%) |
| Hrvati             | 2 (0,09%)      | 10 (0,56%)   | 6 (0,47%)    |
| Jugoslaveni        | 68 (3,27%)     | 136 (7,72%)  | 22 (1,74%)   |
| ostali i nepoznato | 73 (3,51%)     | 73 (4,14%)   | 65 (5,16%)   |
| ukupno             | 2.077          | 1.760        | 1.258        |

## Naseljena mjesta
Arbanasi, Arsići, Bare, Bijelo Brdo, Biševići, Bjelugovina, Bjelušine, Bjeljevine, Blizna, Boranovići, Bovan, Božovići, Budalice, Cvrkote, Čavdari, Danilovići, Dolovi, Donja Rijeka, Donja Strmica, Donje Cikote, Donji Ravanci, Dorići, Dubac, Dugovječ, Džihanići, Gaočići, Gojava, Gornja Rijeka, Gornja Strmica, Gornje Cikote, Gornji Ravanci, Grabovik, Grivin, Janjići, Knjeginja, Kosovići, Kovači, Kula, Ljutava, Međurečje, Mikavice, Mioče, Misajlovina, Mokronozi, Mrsovo, Nikolići, Obrvena, Omačina, Omarine, Oputnica, Orah, Oskoruša, Past, Pazalje, Peljevići, Petačine, Plema, Pohare, Polimlje, Popov Do, Prebidoli, Pribišići, Prijevorac, Radoželje, Rakovići, Ravne Njive, Resići, Rudo, Rupavci, Setihovo, Sokolovići, Stankovača, Staro Rudo, Strgači, Strgačina, Šahdani, Štrpci, Trbosilje, Trnavci, Trnavci kod Rudog, Ustibar, Uvac, Vagan, Viti Grab, Zagrađe, Zarbovina, Zlatari, Zubač i Zubanj.

## Povijest
Staro Rudo, osnovano je 1555. godine kao zadužbina Mustafa Paše Sokolovića, koji je inače bratić nadaleko čuvenijeg i poznatijeg Mehmed-paše Sokolovića, koji takodje potiče iz ovog kraja - sela po imenu Sokolovići.
Pod turskom vladavinom Rudo je bilo punih 412 godina. Veliki događaj koji je značajan za nastanak novog Rudog je Veliki povodanj iz 1896. godine. U tom periodu od 1878 - 1918. godine Rudo je bilo pod austrougarskom upravom, i za njega se vezuju mnogi detalji koji se tiču razvoja općine.
Novo Rudo gradi se kao prvi grad po urbanističkom planu u BiH. Uskotračna pruga ovim krajem prolazi 1906. godine, a odmah naredne godine osniva se i jedna od prvih zadruga u BiH. 21 prosinca 1942. u Rudom se osniva Prva proleterska narodnooslobodilačka udarna brigada. Proslava ovog dana je najznačajniji događaj iz perioda nakon drugog svjetskog rata.

## Poznate osobe
- Mehmed-paša Sokolović
- Stevan Moljević

## Spomenici i zanimljivosti

### Spomenici
U općini Rudo postoji još uvijek spomenik "Prve proleterske brigade" na trgu, zatim spomenik palih boraca u zadnjem ratu i njihova spomen kuća. Osim toga ovdje se nalazi i partizansko groblje na sjećanje palih boraca u drugom svjetskom ratu. 

### Zanimljivosti
Rijeka Lim koja sve više i više privlači zaljubljenike prirode a u planu je izgradnja europskog sela i vodenog ćire kao nove turističke atrakcije. Uz to kroz Rudo protiče Krupica, najkraća rijeka Europe.

## Rekli su o Rudom
Ćamil Sijarić piše:
Okrenuto dolini pod sobom, Limu u njoj i poljani gdje je bilo Staro Rudo, Novo Rudo je – ovdje na brijegu, na visini, na vidiku, bilo kao na kakvom čardaku sa kojeg gleda na sve strane...
...I vidio je daleko ovaj grad – i ne samo očima, nego i duhom. Naime, bio je jedan od prvih gradova na Limu i Drini koji je vidio pozorišne predstave, osnovao škole, otvorio biblioteke i čitaonice, i nad sve to – još prije 80 godina, stao da se nadnosi svojim duhom što i nije čudo, jer Ruđani su, bar u većini, jedan u pravom smislu građanski svijet i bogatstva koja se duha ljudskog tiče, nisu mu strane.